# Randmoræne
Randmoræne (dødislandskab), også kaldet en endemoræne, er en voldformet moræne opstået foran en gletsjer.

## Ekstern henvisning
- Danske Landskaber Basis, Landmoræner Arkiveret 11. marts 2007 hos  Wayback Machine

| Geologi | Spire Denne artikel om geologi er en spire som bør udbygges. Du er velkommen til at hjælpe Wikipedia ved at udvide den. |